# (59417) Giocasilli
(59417) Giocasilli (1999 GD1) – planetoida z pasa głównego asteroid okrążająca Słońce w ciągu 3,71 lat w średniej odległości 2,39 j.a. Odkryta 5 kwietnia 1999 roku.